# 1815
| [ Edytuj tabelę ]              | |
| Książę Warszawski              | - 1807 Fryderyk August I 1815 |
| Król Polski (tytularny)        | - 1815 Aleksander I Romanow 1825 |
| Emir Afganistanu               | - 1809 Mahmud Szah Durrani 1818 |
| Współksiążęta Andory           | - 1814 Francesc Antoni de la Dueña y Cisneros 1816 - 1814 Ludwik XVIII 1815 - 1815 Napoleon Bonaparte 1815 - 1815 Napoleon II Bonaparte 1815 - 1815 Ludwik XVIII 1824 |
| Prezydent Argentyny            | - 1814 Gervasio Antonio de Posadas 1815 - 1815 Carlos Maria de Alvear 1815 - 1815 Juan José Viamonte González 1815 - 1815 José Ignacio Álvarez Thomas 1816            |
| Cesarz Austrii                 | - 1804 Franciszek II Habsburg 1835 |
| Król Bawarii                   | - 1805 Maksymilian I Józef 1825 |
| Sułtan Brunei                  | - 1807 Muhammad Kanzul Alam 1829 |
| Cesarz Chin                    | - 1796 Jiaqing 1820 |
| Król Czech                     | - 1792 Franciszek II Habsburg 1835 |
| Król Danii                     | - 1808 Fryderyk VI 1839 |
| Dalajlama                      | - 1806 Lungtok Gjaco 1815 |
| Władca Egiptu                  | - 1805 Muhammad Ali 1848 |
| Premier Francji                | - 1815 Charles-Maurice de Talleyrand-Périgord 1815 - 1815 Armand-Emmanuel du Plessis 1818                                                                             |
| Król Francji                   | - 1815 Ludwik XVIII 1824 |
| Prezydent Haiti                | - 1806 Alexandre Pétion 1818 |
| Król Haiti                     | - 1811 Henryk I 1820 |
| Król Hawajów                   | - 1810 Kamehameha I 1819 |
| Król Hiszpanii                 | - 1813 Ferdynand VII 1833 |
| Król Holandii                  | - 1815 Wilhelm I 1840 |
| Szach Iranu                    | - 1797 Fath Ali Szah 1834 |
| Państwo Wielkich Mogołów       | - 1806 Akbar Szah II 1837 |
| Król Irlandii                  | - 1760 Jerzy III Hanowerski 1820 |
| Cesarz Japonii                 | - 1779 Kōkaku 1817 |
| Kalif                          | - 1808 Mahmud II 1839 |
| Patriarcha Konstantynopola     | - 1813 Cyryl VI 1818 |
| Władca Korei                   | - 1800 Sunjo 1834 |
| Emir Kuwejtu                   | - 1814 Dżabir I 1859 |
| Książę Liechtensteinu          | - 1805 Jan I 1836 |
| Wielki książę Luksemburga      | - 1815 Wilhelm I 1840 |
| Sułtan Maroka                  | - 1792 Maulaj Sulajman 1822 |
| Książę Monako                  | - 1814 Honoriusz IV 1819 |
| Król Nawarry                   | - 1814 Ludwik XVIII 1824 |
| Król Nepalu                    | - 1799 Girvan Yudha 1816 |
| Premier Nepalu                 | - 1806 Bhimsen Thapa 1837 |
| Król Norwegii                  | - 1814 Karol II 1818 |
| Sułtan Omanu                   | - 1807 Sa’id ibn Sultan 1856 |
| Papież                         | - 1800 Pius VII 1823 |
| Konsul Paragwaju               | - 1814 José Gaspar Rodríguez de Francia 1840 |
| Książę Parmy i Piacenzy        | - 1814 Maria Ludwika 1847 |
| Król Portugalii                | - 1777 Maria I 1816 |
| Król Prus                      | - 1797 Fryderyk Wilhelm III 1840 |
| Car Rosji                      | - 1801 Aleksander I 1825 |
| Król Saksonii                  | - 1806 Fryderyk August I 1827 |
| Kapitanowie Regenci San Marino | - 1814 Lodovico Belluzzi Maria Giuseppe Malpeli 1815 - 1815 Giuseppe Mercuri Pier Vincenzo Giannini 1815 - 1815 Francesco Maria Belluzzi Filippo Filippi 1816         |
| Książę Serbii                  | - 1815 Miłosz I Obrenowić 1839 |
| Król Sardynii                  | - 1802 Wiktor Emanuel I 1821 |
| Król Szwecji                   | - 1809 Karol XIII 1818 |
| Król Tajlandii                 | - 1809 Buddha Loetla Nabhalai 1824 |
| Sułtan Turków                  | - 1808 Mahmud II 1839 |
| Prezydent USA                  | - 1809 James Madison 1817 |
| Król Węgier                    | - 1792 Franciszek 1835 |
| Monarcha Wielkiej Brytanii     | - 1760 Jerzy III 1820 |
| Premier Wielkiej Brytanii      | - 1812 Robert Jenkinson 1827 |
| Cesarz Wietnamu                | - 1802 Gia Long 1820 |

Rok 1815 / MDCCCXV
stulecia: XVIII wiek ~
XIX wiek ~
XX wiek

dziesięciolecia:
1780–1789 •
1790–1799 •
1800–1809 •
1810–1819
• 1820–1829
• 1830–1839
• 1840–1849

lata: 1805 «
1810 «
1811 «
1812 «
1813 «
1814 «
1815
» 1816
» 1817
» 1818
» 1819
» 1820
» 1825

## Wydarzenia w Polsce
- 11 lutego – powołanie Wielkiego Księstwa Poznańskiego.
- 3 maja – na kongresie wiedeńskim Rosja podpisała z Prusami i z Austrią konwencje bilateralne o podziale Księstwa Warszawskiego i trójstronną konwencję o utworzeniu Wolnego Miasta Krakowa. Zadecydowano, iż Księstwo zostanie podzielone na 4 części:
  - Cesarstwo Austrii zagarnęło okręg Wieliczki
  - Królestwo Prus zachodnią część księstwa: Wielkie Księstwo Poznańskie i Ziemię chełmińską
  - Imperium Rosyjskie środkową i wschodnią część księstwa: Królestwo Polskie
  - powstało Wolne Miasto Kraków, zwane potocznie Rzecząpospolitą Krakowską.
- 13 maja – w Warszawie rozpoczęło działalność literackie Towarzystwo Iksów.
- 15 maja – Antoni Henryk Radziwiłł został mianowany pierwszym i jedynym księciem-namiestnikiem autonomicznego Wielkiego Księstwa Poznańskiego.
- 22 maja – książę warszawski Fryderyk August wydał pożegnalną odezwę do Polaków.
- 13 czerwca – książę Adam Kazimierz Czartoryski przywiózł do Warszawy konstytucję dla Królestwa Polskiego.
- 20 czerwca – w Warszawie proklamowano powstanie Królestwa Polskiego (tzw. Królestwo Kongresowe).
- Lipiec – po uzyskaniu zgody władz, zwłoki księcia Józefa Poniatowskiego zostały przeniesione z kościoła św. Krzyża w Warszawie do Krakowa i uroczyście złożone w katedrze na Wawelu.
- 24 lipca – założono Towarzystwo Naukowe Krakowskie.
- 28 lipca – została założona Szkoła Podchorążych w Warszawie.
- 18 października – utworzono Wolne Miasto Kraków.
- 27 listopada – Królestwu Polskiemu została nadana konstytucja.
- 25 grudnia – Józef Zajączek został namiestnikiem Królestwa Polskiego.

## Wydarzenia na świecie
- 3 stycznia – Austria, Wielka Brytania i Francja zawarły tajny sojusz obronny przeciwko Prusom i Rosji.
- 8 stycznia – wojna brytyjsko-amerykańska: Amerykanie odnieśli zwycięstwo w bitwie pod Nowym Orleanem.
- 25 stycznia – ostatni publiczny występ Ludwiga van Beethovena.
- 3 lutego – w Szwajcarii powstała pierwsza na świecie fabryka serów.
- 8 lutego – na kongresie wiedeńskim uchwalono deklarację o zniesieniu handlu niewolnikami.
- 26 lutego – Napoleon Bonaparte opuścił Elbę.
- 1 marca – 100 dni Napoleona: Napoleon Bonaparte wylądował w Golfe-Juan (dziś niewielka miejscowość plażowa Golfe-Juan w gminie Vallauris, w okręgu Grasse na Riwierze) na ziemi francuskiej (początek tzw. 100 dni Napoleona).
- 4 marca – terytorium utworzonej przez Napoleona Bonaparte marionetkowej Republiki Rodańskiej powróciło do Szwajcarii.
- 7 marca – spotkanie na Łące Laffrey – pierwszy sukces Napoleona.
- 11 marca – zwycięstwo wojsk hiszpańskich nad powstańcami peruwiańskimi w bitwie pod Umachiri.
- 14 marca – król Hiszpanii Ferdynand VII ustanowił Order Izabeli Katolickiej.
- 16 marca – Wilhelm I został królem Zjednoczonych Niderlandów.
- 20 marca – 100 dni Napoleona: Napoleon Bonaparte jako cesarz Francuzów wkroczył tryumfalnie do Paryża i zajął Pałac Tuileries.
- 10 kwietnia – erupcja wulkanu Tambora, w wyniku której zginęło ok. 117 tys. ludzi. Jedna z najpotężniejszych z zanotowanych erupcji w czasach nowożytnych, która w 1816 spowodowała rok bez lata i klęskę głodu na półkuli północnej.
- 24 kwietnia – w Serbii wybuchło II powstanie antytureckie.
- 2 maja – rozpoczęła się bitwa pod Tolentino w trakcie wojny austriacko-neapolitańskiej.
- 3 maja:
  - kongres wiedeński: zawarto układ w sprawie utworzenia Królestwa Polskiego.
  - wojna austriacko-neapolitańska: decydujące zwycięstwo wojsk austriackich w bitwie pod Tolentino.
- 20 maja – podpisano austriacko-neapolitański traktat z Casalanzy, który położył kres dziesięcioletniemu panowaniu napoleońskiemu w regionie Neapolu.
- 21 maja – została poświęcona luterańska katedra w Göteborgu.
- 22 maja – duński następca tronu książę Chrystian ożenił się z Karoliną Amelią.
- 7 czerwca – w Saksonii ustanowiono Order Zasług Cywilnych.
- 8 czerwca – założono Związek Niemiecki.
- 9 czerwca – podpisano akt końcowy kongresu wiedeńskiego.
- 16 czerwca – 100 dni Napoleona: Napoleon Bonaparte odniósł swoje ostatnie zwycięstwa w bitwie pod Ligny i pod Quatre Bras.
- 18 czerwca – 100 dni Napoleona: w bitwie pod Waterloo cesarz Napoleon Bonaparte poniósł ostateczną klęskę.
- 19 czerwca – 100 dni Napoleona: taktyczne zwycięstwo wojsk francuskich i strategiczne pruskich w bitwie pod Wavre.
- 22 czerwca – 100 dni Napoleona: powtórna abdykacja Napoleona.
- 3 lipca – wojska koalicji antyfrancuskiej wkroczyły ponownie do Paryża.
- 8 lipca – Ludwik XVIII powrócił do Paryża.
- 9 lipca – Talleyrand został premierem Francji.
- 24 sierpnia – uchwalono pierwszą konstytucję Królestwa Zjednoczonych Niderlandów
- 6 września – Simón Bolívar napisał tzw. List z Jamajki, w którym zaproponował utworzenie federacji lub konfederacji krajów Ameryki Łacińskiej.
- 26 września – Rosja, Austria i Prusy podpisały sojusz zwany Świętym Przymierzem.
- 3 października – we Francji spadł pochodzący z Marsa meteoryt Chassigny.
- 13 października – w Pizzo został rozstrzelany francuski przywódca wojskowy Joachim Murat, były król Neapolu.
- 15 października – Napoleon Bonaparte został zesłany na Wyspę Świętej Heleny.
- 20 listopada – ogłoszono akt wieczystej neutralności Szwajcarii.
- 29 listopada – porażka powstańców w bitwie pod Sipe-Sipe w trakcie wojny o niepodległość Argentyny.
- 7 grudnia – marszałek Michel Ney został rozstrzelany w Paryżu.
- 16 grudnia – zniesiono statut kolonialny Brazylii i ogłoszono ją królestwem wchodzącym w skład unii realnej Zjednoczonego Królestwa Portugalii, Brazylii i Algarve.
- 26 grudnia – w Teatro Valle w Rzymie odbyła się premiera opery Torvaldo i Dorliska Gioacchino Rossiniego
- Anglicy zajęli Kraj Przylądkowy w Afryce Południowej.
- Powstał Cesarsko-Królewski Instytut Politechniczny w Wiedniu, dzisiaj noszący nazwę Uniwersytetu Technicznego w Wiedniu

## Urodzili się
- 12 stycznia – Tekla Zalewska, uczestniczka powstania styczniowego w oddziale Kazimierza Konrada Błaszczyńskiego, zesłana na Sybir (zm. 1889)
- 16 stycznia – Henry W. Halleck, amerykański oficer, naukowiec i prawnik (zm. 1872)
- 17 stycznia – Łucja Yi Zhenmei, chińska męczennica, święta katolicka (zm. 1862)
- 18 stycznia
  - Konstantin von Tischendorf, niemiecki protestancki biblista, odkrywca ponad dwudziestu kodeksów majuskułowych (zm. 1874)
  - Richard Yates, amerykański polityk, senator ze stanu Illinois (zm. 1873)
- 21 stycznia – Horace Wells, amerykański stomatolog, pionier anestezjologii (zm. 1848)
- 22 stycznia – Karl Volkmar Stoy, niemiecki pedagog (zm. 1885)
- 9 lutego – Raffaele Cadorna, włoski generał, jeden z przywódców procesu jednoczenia Włoch (zm. 1897)
- 12 lutego – Edward Forbes, brytyjski przyrodnik, jeden z pionierów biogeografii (zm. 1854)
- 15 lutego – Germain Sommeiller, francuski inżynier, budowniczy pierwszego wielkiego tunelu pod Alpami - tunelu kolejowego Fréjus (zm. 1871)
- 4 marca – Mychajło Werbycki, ukraiński ksiądz greckokatolicki, autor muzyki do hymnu narodowego Ukrainy (zm. 1870)
- 20 marca – Aćim Medović, serbski lekarz polskiego pochodzenia, autor pierwszego podręcznika medycyny sądowej w języku serbskim (zm. 1893)
- 28 marca – Samuel Bennett, australijski dziennikarz i historyk (zm. 1878)
- 1 kwietnia – Otto von Bismarck, niemiecki polityk, pierwszy kanclerz zjednoczonego Cesarstwa Niemieckiego (zm. 1898)
- 9 kwietnia – Alphonse Beau de Rochas, francuski inżynier, projektant silnika czterosuwowego (zm. 1893)
- 11 kwietnia – Klara Fey, niemiecka zakonnica, założycielka Sióstr Ubogich Dzieciątka Jezus, błogosławiona katolicka (zm. 1894)
- 11 maja – Richard Ansdell, angielski malarz wiktoriański specjalizujący się w przedstawieniach zwierząt (zm. 1885)
- 10 czerwca - James W. Nye, amerykański polityk, senator ze stanu Nevada (zm. 1876)
- 11 czerwca – Julia Margaret Cameron, angielska fotografka (zm. 1879)
- 22 lipca – Robert Eberle, niemiecki malarz (zm. 1860)
- 26 lipca – Robert Remak, polski i niemiecki lekarz, embriolog, histolog, fizjolog i neurolog (zm. 1865)
- 16 sierpnia – Jan Bosko, święty, duchowny włoski, założyciel zgromadzenia salezjanów i salezjanek (zm. 1888)
- 7 września – Jan Perner, czeski konstruktor linii kolejowych i budowniczy (zm. 1845)
- 8 września – Małgorzata Bays, szwajcarska tercjarka franciszkańska, stygmatyczka, błogosławiona katolicka (zm. 1879)
- 10 września - Hermann Gleich, niemiecki duchowny katolicki, biskup pomocniczy wrocławski (zm. 1900)
- 26 września – Placyda Viel, francuska zakonnica ze zgromadzenia Sióstr Szkół Chrześcijańskich, błogosławiona katolicka (zm. 1877)
- 11 października – Maksymilian Jackowski, polski działacz społeczny i gospodarczy w Wielkopolsce (zm. 1905)
- 15 października
  - Moritz Brosig, polski kompozytor muzyki organowej i sakralnej (zm. 1887)
  - Bolesław Jaxa-Rożen, polski ziemianin, powstaniec (zm. 1883)
  - Franciszek Żygliński, polski malarz, poeta (zm. 1849)
- 28 października – Ľudovít Štúr, słowacki językoznawca, filozof, pisarz (zm. 1856)
- 2 listopada – George Boole, angielski matematyk i filozof (zm. 1864)
- 10 grudnia – Ada Lovelace, angielska matematyczka i informatyczka (zm. 1852)
- 20 grudnia – James Legge, szkocki misjonarz i sinolog, tłumacz chińskich dzieł klasycznych (zm. 1897)
- 22 grudnia – Johann Jakob Bachofen, szwajcarski prawnik, etnolog i badacz starożytności (zm. 1887)
- 25 grudnia – Temistocle Solera, włoski kompozytor i librecista (zm. 1878)

data dzienna nieznana: 
- Piotr Cho Hwa-sŏ, koreański męczennik, święty katolicki (zm. 1866)

## Zmarli
- 10 stycznia – Baltazar Hacquet, austriacki przyrodnik pochodzenia francuskiego, badacz Alp i pionier badań przyrodniczych Karpat (ur. 1739)
- 15 stycznia – Emma, lady Hamilton, angielska tancerka, kochanka admirała Horatio Nelsona (ur. 1765)
- 27 stycznia – Augustyn Zhao Rong, pierwszy ksiądz pochodzenia chińskiego, męczennik, święty katolicki (ur. 1746)
- 31 stycznia – Franciszek Ksawery Bianchi, włoski barnabita, święty katolicki (ur. 1743)
- 24 lutego – Robert Fulton, pionier budowy statków parowych (ur. 1765)
- 12 marca – Józef Zhang Dapeng, chiński męczennik, święty katolicki (ur. 1754)
- 2 kwietnia – Leopold z Gaiche, włoski franciszkanin, błogosławiony katolicki (ur. 1732)
- 19 sierpnia – Charles de La Bédoyère – francuski hrabia, generał, bonapartysta (ur. 1786)
- 14 września – Jan Dufresse, francuski misjonarz, biskup, męczennik, święty katolicki (ur. 1750)
- 13 października – Joachim Murat, został rozstrzelany, wódz francuski, król Neapolu (ur. 1767)
- 21 listopada – Karol de Perthées, polski kartograf (ur. 1740)
- 23 grudnia – Jan Potocki, pisarz i podróżnik (ur. 1761)

## Święta ruchome
- Tłusty czwartek: 2 lutego
- Ostatki: 7 lutego
- Popielec: 8 lutego
- Niedziela Palmowa: 19 marca
- Wielki Czwartek: 23 marca
- Wielki Piątek: 24 marca
- Wielka Sobota: 25 marca
- Wielkanoc: 26 marca
- Poniedziałek Wielkanocny: 27 marca
- Wniebowstąpienie Pańskie: 4 maja
- Zesłanie Ducha Świętego: 14 maja
- Boże Ciało: 25 maja